# Jem y los Hologramas (película)
Jem y los Hologramas (Jem and the Holograms en inglés) es una película estadounidense estrenada en 2015 dirigida por Jon M. Chu y escrita por Ryan Landels, protagonizada por Aubrey Peeples (como la protagonista principal), Stefanie Scott, Hayley Kiyoko, Aurora Perrineau, Ryan Guzman, Molly Ringwald y Juliette Lewis.
Con elementos prestados de la serie animada de televisión Jem, de Christy Marx de la década de 1980, la fue producida por Allspark Pictures (una subsidiaria de Hasbro Studios) y Blumhouse Productions. El interés de Chu en desarrollar una adaptación cinematográfica de Jem se basa en haber crecido viendo la serie animada original con sus hermanas. Había intentado hacer la película 11 años antes, pero fue rechazado por Universal debido al costo.
Fue estrenada el 23 de octubre de 2015 en Estados Unidos por Universal Pictures. La película fue un fracaso de taquilla, recaudando finalmente solo USD $ 2.3 millones en todo el mundo con un presupuesto de USD 5 millones de dólares y recibió reseñas negativas por parte de críticos profesionales y fue criticado por los fans de la serie animada original, aunque la actuación de Lewis recibió algunos elogios.

## Elenco
- Aubrey Peeples como Jerrica "Jem" Benton, la cantante principal de Jem y los Hologramas
  - Isabella Rice como Jerrica joven.
- Stefanie Scott como Kimber Benton, la hermana de Jerrica.
- Hayley Kiyoko como Aja, la hermana adoptiva de Jerrica y Kimber.
- Aurora Perrineau como Shana, la hermana adoptiva de Jerrica y Kimber.
  - Wynter Perrineau como Shana joven.
- Juliette Lewis como Erica Raymond, una productora musical que es una versión genderbent de Eric Raymond de la serie de dibujos animados.
- Ryan Guzman como Rio Raymond, el hijo de Erica Raymond, que se basa en Rio Pacheco de la serie de dibujos animados.
- Molly Ringwald como la tía Bailey, la tía de Jerrica y Kimber, que se basa en la Sra. Bailey de la serie de dibujos animados.
- Nathan Moore como Zipper, el secuaz de Erica Raymond.
- Barnaby Carpenter como Emmet Benton, el difunto padre de Jerrica y Kimber.
- Ryan Hansen como Stephen, un guardia de seguridad.
- Quddus como VJ
- Kesha como Pizzazz (cameo), la cantante principal de las Misfits.
- Hana Mae Lee como Roxy (cameo), una integrante de las Misfits.
- Katie Findlay como Stormer (cameo), una integrante de las Misfits.
- Eiza González como Jetta (cameo), una integrante de las Misfits.
- Jimmy Fallon como él mismo (material de archivo)
- Dwayne Johnson como él mismo (material de archivo)
- Alicia Keys como ella misma (material de archivo)
- Chris Pratt como él mismo (material de archivo)
- Nicholas Braun como Brad (sin acreditar), un ayuda de cámara
- Ariana Grande como ella misma (sin acreditar)
- Jamie Bernadette como una reportera (sin acreditar)
- Djoir Jordan como ella misma (sin acreditar)

Los cameos del elenco original de la serie de televisión incluyen a: Samantha Newark, la actriz de voz de la Jem original, como una estilista; Britta Phillips como una directora de escena; y la creadora de Jem, Christy Marx, como Lindsey Pierce, una editora de Rolling Stone.

## Producción
Dado al éxito reciente de reboots en imagen real sobre G.I. Joe y Transformers, se rumoreaba que Hasbro estaba considerando una película de imagen real con Universal Studios (Hasbro y Universal habían firmado un contrato para seis películas en 2010), o una nueva encarnación de la serie animada. El 20 de marzo de 2014, se anunció una adaptación de la serie Jem and the Holograms, para ser dirigida por Jon M. Chu.
Chu ha dicho que pasó diez años desarrollando la película con el productor Jason Blum. El productor musical de la película, Scooter Braun, declaró que él tomó influencia para su trabajo de la carrera de Justin Bieber. Más tarde se reveló que la escritora original de Jem, Christy Marx, no participó en ninguna parte de la producción de la película. En respuesta a que ella no participó ni fue consultada sobre la película, Marx defendió el sentido de ambición de Chu para el proyecto a través de Facebook y dejó que los fans decidieran si el proyecto era o no una "decisión inteligente". Sin embargo, su falta de participación no fue permanente y se le otorgó un papel menor con diálogos cerca del final de la película.
En abril de 2014, se anunció que Aubrey Peeples había sido elegida como Jem, con Stefanie Scott como Kimber, Hayley Kiyoko como Aja, y Aurora Perrineau como Shana. Peeples había admitido inicialmente no estar familiarizada con la franquicia, aunque posteriormente se familiarizó con esta y se convirtió rápidamente en fan.[14] Se anunciaron otros roles durante los próximos meses, con el actor fue elegido como Rio anunciado el 30 de abril, la participación de Juliette Lewis fue confirmada el 19 de mayo, y Molly Ringwald el 20 de mayo. El rodaje comenzó el 22 de abril de 2014 en Van Nuys, más tarde, el 19 de mayo el rodaje estaba en marcha en Los Ángeles. La filmación terminó el 24 de mayo de 2014.
El 23 de octubre de 2015, Chu declaró que quería hacer una película crossover entre Jem and the Holograms con Transformers y G.I. Joe.

## Estreno
El 16 de octubre de 2014, Universal y Blumhouse anunció que la película sería estrenada el 23 de octubre de 2015.

## Recepción

### Taquilla
Jem and the Holograms se estrenó en cines en América del Norte el 23 de octubre de 2015, junto con The Last Witch Hunter, Paranormal Activity: The Ghost Dimension y Rock the Kasbah, así como el estreno nacional del drama Steve Jobs,  también de Universal Pictures. Inicialmente se proyectaba para tener un fin de semana de apertura donde recaudaría USD $ 5 millones, pero se redujo a USD $ 3 millones después de que los preestrenos del jueves por la noche recaudaran SUD $ 34,000 (USD $36 por promedio de cine). La película finalmente se estrenó en el decimoquinto lugar en la taquilla con USD $ 1.4 millones, la peor apertura de 2015, la cuarta peor apertura para una proyección de película en más de 2,000 salas y la peor para una película estrenada por un estudio importante. El 10 de noviembre, poco más de dos semanas después, Universal quitó a Jem de los cines por completo. Jason Guerrasio de Business Insider describió el tirón como "un movimiento inaudito para una película que estaba en los cines de todo el país".
Un lanzamiento internacional comenzó el mismo fin de semana que su estreno en América del Norte, incluidos Eslovenia, Croacia, Islandia, Noruega, Singapur, el Reino Unido y Francia. Nunca se estrenó en cines en Australia, sino que se emitió directamente en DVD.
Jem recaudó USD $2,184,640 en los Estados Unidos y Canadá, y USD $149,044 en regiones extranjeras, lo que eleva su total mundial a USD $2,333,684.

### Recepción de la crítica
La película recibió reseñas generalmente negativas de críticos especializados y fans de la serie animada original. El sitio web de agregador de reseñas Rotten Tomatoes reporta una calificación de aprobación del 22% según 79 reseñas, con una calificación promedio de 3.90/10. El consenso del sitio indica: "Jem and the Holograms ignora el encanto disparatado de su material de origen en favor del drama insípido". Metacritic le otorga una puntuación de 42 sobre 100, basada en 16 críticas, lo que indica "reseñas mixtas o promedio". Las audiencias encuestadas por CinemaScore le dieron una calificación promedio de "B+" en una escala entre A+ hasta F.
Tanto entre los reseñantes positivos como los negativos, la actuación de Lewis fue elogiada. Pam Powell de Daily Journal escribió: "Juliette Lewis parece tener el papel más divertido como la gerente musical malvada, egoísta y ególatra que no se detendrá ante nada para atraer a la joven y confiada cantante a su guarida. Ella es exagerada , pero de una manera muy entretenida... capaz de parecer completamente honesta cuando les cuenta a los reporteros lo genuina y real que es Jem inmediatamente después de una escena en la que le da a las Holograms lo que equivale a cambios de imagen corporativos forzados". Dominic Griffin, escribiendo para Spectrum Culture, señaló un "mejor giro en su carrera de Lewis, operando tantas millas por delante de sus coprotagonistas y la película en la que todas están atrapados que está esquivando nubes, meteoritos y la superficie del mismo sol, dando una clase magistral en el poder expresivo de entrecerrar los ojos en el momento justo". Courtney Howard, de Fresh Fiction, escribió: "Quien realmente se roba el espectáculo es Lewis. Ella trae su genuina arrogancia de estrella de rock al redil y la juega hasta el límite, sin volverse cursi. Su versión de un personaje Ra's-Al-Ghul-esco en esta historia de origen exuda carisma, descaro y dedicación".
Charlie Anders de io9 escribió: "Esta película subcontrata sus momentos más importantes de intensidad narrativa a videos aleatorios de YouTube, lo cual es una elección fílmica tan incomprensible que estoy tentado a interpretarla como una especie de gran declaración del anti-significado dadaísta". Genevieve Kosky de Vox escribió que la película "no solo falla estrepitosamente como película, sino que también falla como una pieza de nostalgia, lo que, honestamente, podría ser el mayor pecado en el pop culture-verso actual", y él opinó que debería haber sido más como la adaptación Josie and the Pussycats de 2001. Scott Tobias de National Public Radio estuvo de acuerdo y escribió: "Pocos críticos le dieron a Josie suficiente crédito por subvertir hábilmente el musical pop adolescente, pero Jem se aprovecha tan rapazmente de su grupo demográfico objetivo que mantiene las virtudes de la película anterior en un relieve nítido. Jem and the Holograms es Mac and Me al E.T. que sería Josie and the Pussycats".
Geoff Berkshire de Variety elogió la actuación de Peeples y señaló que ella "mantiene la película como tolerable", así como a Lewis como "una caricatura extravagante de una perra sobre ruedas con lecturas de diálogos poco convencionales y energía de alta tensión", y señaló que "generalmente un paquete de tecnología poco destacable (cinematografía, sonido, vestuario y maquillaje, etc.) al menos proporciona un escaparate modesto para la diseñadora de vestuario Soyon An, la jefa de maquillaje Mary Klimek y la estilista Vanessa Price, quienes son las que más se acercan a canalizar el espíritu vibrante de la caricatura de Jem que originalmente hizo que los fans se enamoraran".
Matt Zoller Seitz, editor en jefe de RogerEbert.com, le otorgó 3 de 4 estrellas y afirmó que la película "es una de las adaptaciones a la pantalla grande más extrañas de una caricatura mezquina de TV que he visto", y observó que la película incluso evoca a veces las películas de Terrence Malick, un cineasta conocido por la exuberante cinematografía y la naturaleza reflexiva de sus películas. La conclusión general de Seitz es que "[la película] no es una buena película en términos de trama o consistencia tonal, y no ofrece casi nada en cuanto a un verdadero conflicto, pero siempre es una película observadora y sincera, y ocasionalmente una hermosa y profunda".
Glen Heath Jr, escribiendo para Little White Lies, escribió "aunque Chu no puede decidir qué género o historia adoptar, ya que esta versión de Jem mezcla torpemente la ópera rock, la ciencia ficción y el melodrama, tiene un control brillante de ciertos momentos que combina la nueva tecnología con la edición clásica de Hollywood... la película no merece la virulencia que le lanzan los críticos desdeñosos y los fans enojados. La extraña y sincera visión de Chu tiene una perspectiva distinta con respecto al wanderlust en línea y comprende la vitalidad del color... Pero, sobre todo, aprecia la tenaz voluntad de ser real en un mundo donde todo es una ilusión".

### Controversia del concurso
En marzo de 2014, los productores de la película abrieron un concurso en línea animando a los fans a crear videos cortos que describieran su amor por la serie animada Jem original y lo que significaría para ellos una versión cinematográfica. Inicialmente, a los ganadores se les iba a ofrecer un pequeño papel en la película; esto se cambió más tarde para solo mostrar incluidos esos videos en sí. En la producción final, los metrajes de los fans se intercalaron con clips de celebridades y se editaron de tal manera que los fans parecían estar hablando de la versión cinematográfica de los personajes. A los fans que proporcionaron esos metrajes no se les informó cómo se usaría ese material; esto se percibió como que los fans fueron engañados para que proporcionaran reseñas positivas para una película que aún no habían visto, lo que provocó que muchos se sintieran molestos por la manipulación de sus perspectivas sobre los personajes y la serie animada a la luz de cuán diferente de la serie original era la premisa de la película.